# بيسي بروير
بيسي بروير (بالإنجليزية: Bessie Breuer) (19 أكتوبر 1893، كليفلاند في الولايات المتحدة - 26 سبتمبر 1975)؛ مؤلِّفة، كاتِبة مسرحية، صحفية وروائية أمريكية.

## روابط خارجية
- بيسي بروير على موقع IMDb (الإنجليزية)
- بيسي بروير على موقع قاعدة بيانات برودواي على الإنترنت (الإنجليزية)
- بيسي بروير على موقع قاعدة بيانات الفيلم (الإنجليزية)